# Sida ternata
Sida ternata är en malvaväxtart som beskrevs av Carl von Linné d.y.. Sida ternata ingår i släktet sammetsmalvor, och familjen malvaväxter. Inga underarter finns listade i Catalogue of Life.